# Ксилоспонгий
Ксилоспонгий, или терсорий, также «губка на палочке» — древнеримское средство гигиены для вытирания ануса после дефекации, представляющее из себя деревянную палку (греч. ξύλον, xylon) с закрепленной на одном из концов морской губкой (греч. σπόγγος, spongos).
В общественных туалетах терсорий был общим. Чтобы очистить губку, ее мыли в ведре с раствором воды и соли или уксуса. Из-за этого в уборных появлялась питательная среда для бактерий, приводящая к распространению различных инфекций и гельминтозов.
В античности ксилоспонгий использовали в том числе в роли туалетной щетки.
В Банях семи мудрецов, что в римском районе Остии, находится фреска II века с первым известным упоминанием данного слова (u) taris xylosphongio. В начале II века в папирусном письме Клавдия Теренция его отцу Клавдию Тибериану встречается слово xylospongium.
В середине I века Сенека записал о германском гладиаторе, который совершил самоубийство с помощью терсория. Гладиатор спрятался в уборной амфитеатра, воткнул деревянную палку в глотку и задохнулся.